# Sionom Hudon Utara
Sionom Hudon Utara is een bestuurslaag in het regentschap Humbang Hasundutan van de provincie Noord-Sumatra, Indonesië. Sionom Hudon Utara telt 634 inwoners (volkstelling 2010).